# Jahnsita-(CaMnFe)
La jahnsita-(CaMnFe) és un mineral de la classe dels fosfats, que pertany al subgrup de la jahnsita. Va rebre el seu nom l'any 1974 per Paul (Paulus) Brian Moore i Takaharu Araki en honor de Richard Henry Jahns (1915-1983), mineralogista i expert en pegmatites de la Universitat Stanford, a Palo Alto, Califòrnia, (Estats Units). El sufix indica la situació dels metalls.

## Característiques
La jahnsita-(CaMnFe) és un fosfat de fórmula química CaMn²⁺Fe²⁺₂Fe³⁺₂(PO₄)₄(OH)₂(H₂O)₈. Va ser aprovada com a espècie vàlida per l'Associació Mineralògica Internacional l'any 1974. Cristal·litza en el sistema monoclínic. La seva duresa a l'escala de Mohs és 4.
Segons la classificació de Nickel-Strunz, la jahnsita-(CaMnFe) pertany a «08.DH: Fosfats amb cations de mida mitjana i gran, (OH, etc.):RO₄ < 1:1» juntament amb els següents minerals: minyulita, leucofosfita, esfeniscidita, tinsleyita, jahnsita-(CaMnMg), jahnsita-(CaMnMn), keckita, rittmannita, whiteïta-(CaFeMg), whiteïta-(CaMnMg), whiteïta-(MnFeMg), jahnsita-(MnMnMn), kaluginita, jahnsita-(CaFeFe), jahnsita-(NaFeMg), jahnsita-(NaMnMg), jahnsita-(CaMgMg), manganosegelerita, overita, segelerita, wilhelmvierlingita, juonniïta, calcioferrita, kingsmountita, montgomeryita, zodacita, arseniosiderita, kolfanita, mitridatita, pararobertsita, robertsita, sailaufita, mantienneïta, paulkerrita, benyacarita, xantoxenita, mahnertita, andyrobertsita, calcioandyrobertsita, englishita i bouazzerita.

## Formació i jaciments
És un producte de la descomposició hidrotermal de l'última etapa de minerals fosfats primaris en pegmatites de granit complexes. Sol trobar-se associada a altres minerals com: rockbridgeïta, frondelita, bermanita, hureaulita, strunzita i johnsomervilleïta. Va ser descoberta l'any 1974 a la mina Fletcher, a Groton, al comtat de Grafton (Nou Hampshire, Estats Units).